# Aliaxandr Makaranka
Aliaxandr Makaranka –en bielorruso, Аляксандр Макаранка– (Orsha, URSS, 2 de febrero de 1990) es un deportista bielorruso que compitió en halterofilia.
Ganó una medalla de bronce en el Campeonato Europeo de Halterofilia de 2013, en la categoría de 94 kg. Participó en los Juegos Olímpicos de Londres 2012, ocupando el cuarto lugar en la misma categoría.

## Palmarés internacional
| Campeonato Europeo | Campeonato Europeo | Campeonato Europeo | Campeonato Europeo |
| Año                | Lugar              | Medalla            | Categoría          |
| ------------------ | ------------------ | ------------------ | ------------------ |
| 2013               | Tirana (Albania)   | Medalla de bronce  | 94 kg              |